# Erzbistum Kalocsa-Kecskemét
Das in Ungarn gelegene Erzbistum Kalocsa-Kecskemét (lateinisch Archidioecesis Colocensis-Kecskemetensis, ungarisch Kalocsa-Kecskeméti főegyházmegye) wurde bereits im Jahre 1000 als Erzbistum Kalocsa gegründet, wurde 1135 Metropolit der Bistümer Pécs und Szeged-Csanád und wandelte am 31. Mai 1993 seinen Namen in die heutige Form ab.

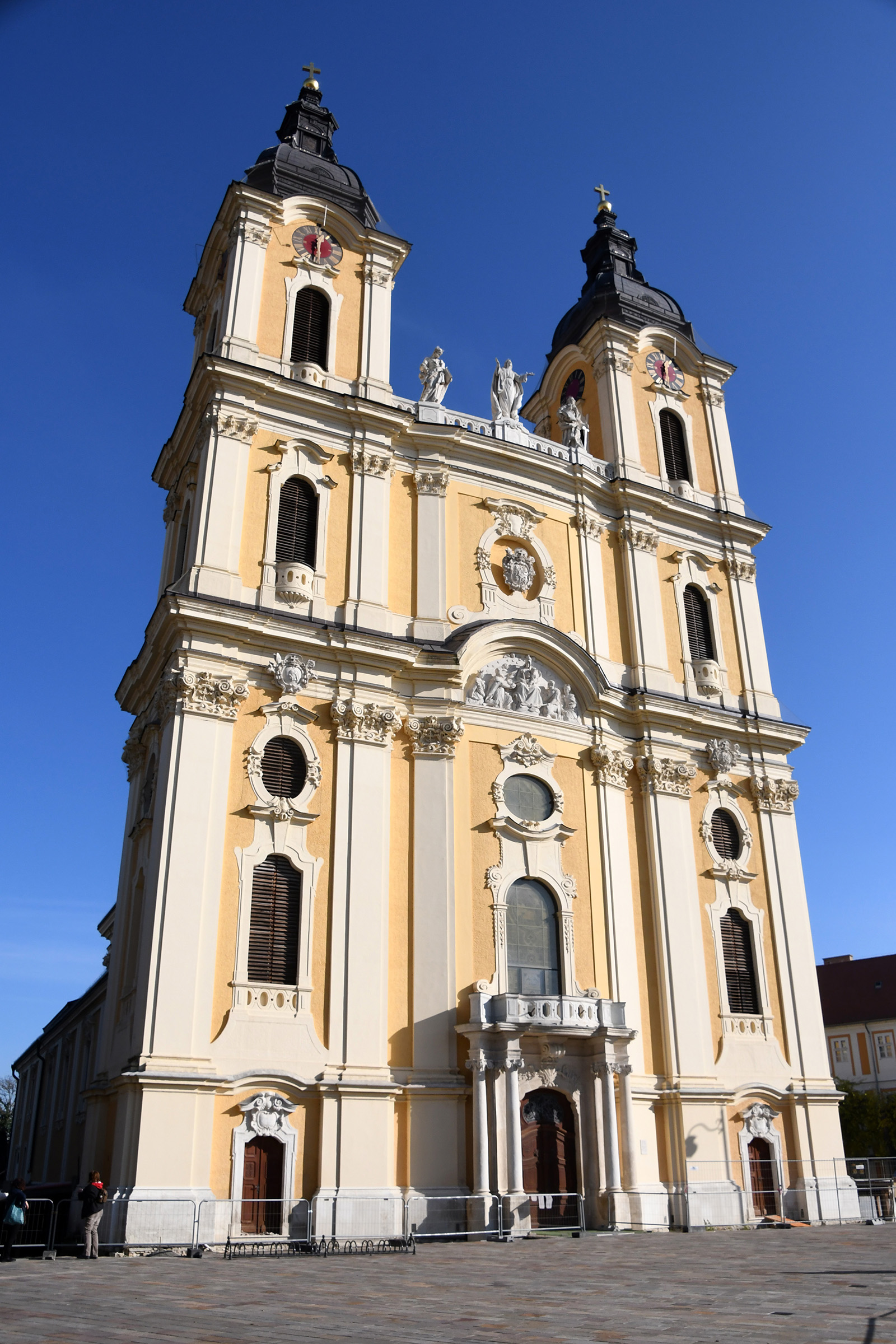
Kathedrale von Kalocsa
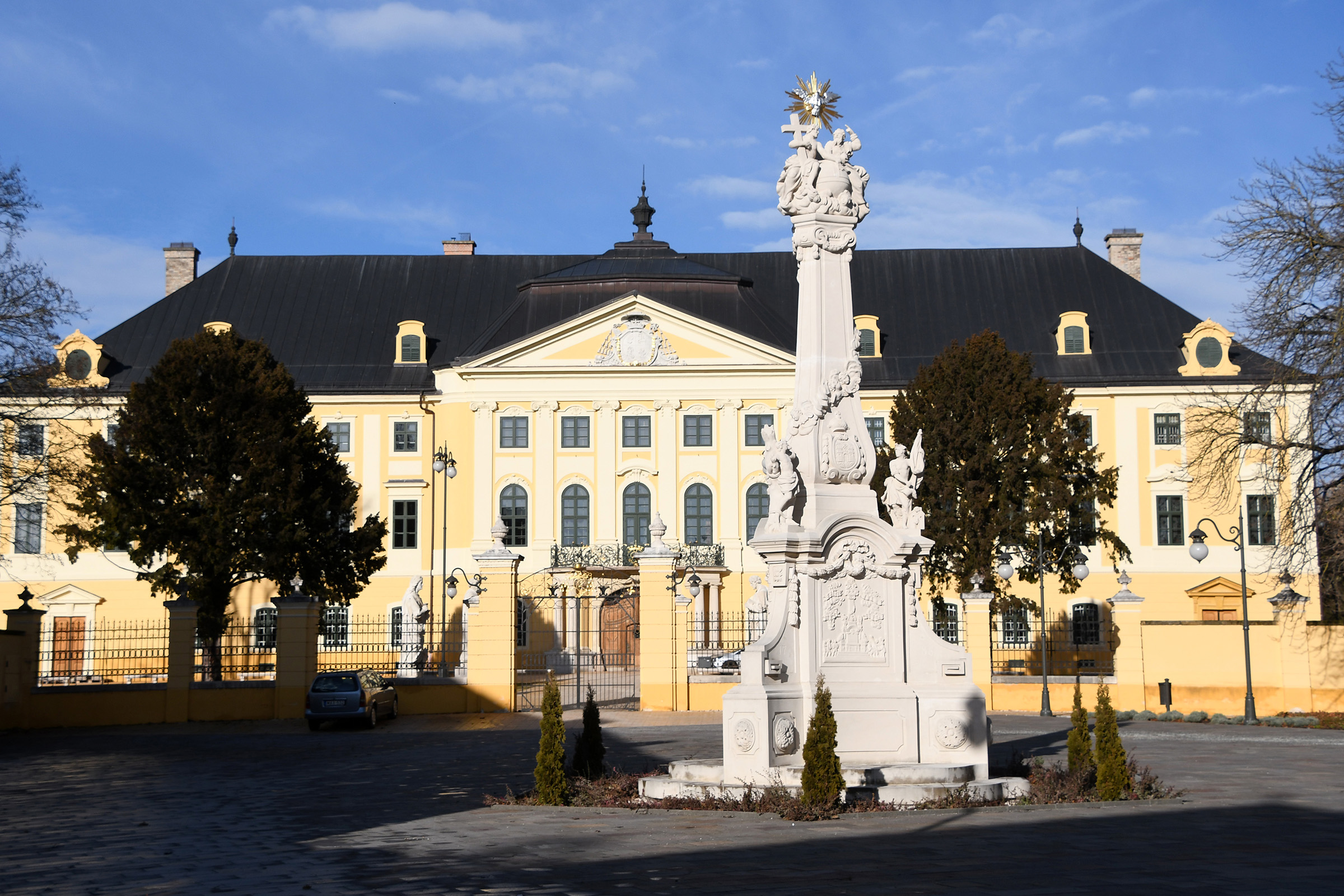
Bischöfliche Residenz in Kalocsa